# Centre international Développement et civilisations - Lebret-Irfed
Le Centre international Développement et civilisations - Lebret-Irfed, anciennement Institut international de recherche et de formation éducation et développement (IRFED) est une association française fondée en 1958, par Louis-Joseph Lebret, prêtre dominicain et économiste. Elle développe une théorie de l’animation et de la formation orientées en priorité dans les zones rurales reposant sur la recherche-action.

## Formation et conseil en développement des pays du Sud
Louis-Joseph Lebret avait fondé Économie et humanisme en 1941 et il était fréquemment sollicité pour des actions internationales. Dans le milieu des années 1950, il réfléchit à la création d’une structure appropriée au défi du développement international. 
Il crée en 1958 l’Institut international de recherche et de formation en vue du développement harmonisé (IRFED), qui sera rebaptisé Institut international de recherche et de formation éducation et développement en gardant le même sigle. Le premier président est Robert Buron, alors ministre des travaux publics.
Il s’agit pour lui de concrétiser sa vision de l’économie humaine en mettant en œuvre de grands chantiers de planification du développement partant de l'analyse des besoins (Liban, Sénégal, Brésil, Sud-Viêt Nam) et en suscitant à Paris un cycle de formation au développement qui accueille des étudiants du monde entier. L.-J. Lebret collabore notamment avec Raymond Delprat, qui était également directeur de la revue Économie et humanisme.
L'objectif de l'IRFED est de donner à l'homme toute sa place, de lui fournir les outils nécessaires afin qu'il soit acteur de son propre développement. Des actions originales seront menées en particulier en Afrique dans le domaine de l'éducation et de l'animation rurale afin d'adapter leur contenu aux besoins des différentes communautés.

## Une pédagogie interculturelle
En 1966, à la mort de L.-J. Lebret, la relève est prise par Roland Colin et Vincent Cosmao. L’institut se réorganise en trois secteurs : recherche, formation et interventions. L’IRFED s’associe à des expériences de réforme des systèmes éducatifs au Sénégal, au Niger, au Tchad, en Côte d’Ivoire et en Guinée-Bissau. L’IRFED se spécialise dans le domaine de l’éducation et de la formation interculturelle. Héron de Alencar prend la responsabilité du département formation.
L'IRFED compte plus d'une cinquantaine de collaborateurs, des enseignants ou des intervenants dans les différents pays.
La revue Développement et civilisations est lancée en 1960. Elle publie 53 numéros jusqu’en 1973.

## L’éclatement
En 1971, Vincent Cosmao crée l’association internationale Centre Lebret (basée à Genève, Suisse) qui axe son travail sur l’interaction entre la foi et le développement. Elle publie mensuellement la revue Foi et développement. Le Centre Lebret fonctionne comme un réseau d’acteurs du développement. Il est présidé par Eric Sottas.
Roland Colin prend avec l'IRFED l'initiative de fonder en mai 1976, avec 8 organisations non gouvernementales françaises le Centre de recherche et d’information pour le développement (CRID), dont sont membres l'IRAM, l'IRFED, le CCFD, la CIMADE, le Collège coopératif, Frères des Hommes ou OICS Medicus Mundi.
L'IRFED qui compte alors 35 salariés, rencontre des difficultés financières et se sépare d'une quinzaine de personnes en 1978. Certaines d'entre elles fondent le Centre international pour l'éducation permanente et l'aménagement concerté (CIEPAC).
Puis, en 1979, l’IRFED se réorganise en trois ensembles. Une association engagée principalement en Europe (IRFED Europe éducation culture développement), une association essentiellement engagée dans les pays en développement : (IRFED éducation et développement interculturel) et IRFED International qui fédère l’ensemble et gère un centre de documentation. IRFED International a pour président Roland Colin. L'activité de formation avait cessé en 1973.
L’association Habitat, santé développement nait également dans le giron de l’IRFED en 1994. Elle mène des actions de détection du plomb pour prévenir le saturnisme et assure un accompagnement social dans le cadre d'actions de résorption de l’habitat insalubre.

## Femmes, immigration et création d’entreprises
En 1988, l'IRFED Europe entreprend une enquête sur les populations immigrées afin de savoir ce que deviennent les enfants de migrants. Celle-ci révèle que nombre d'entre eux ont créé leur propre entreprise, poussés par le chômage qui atteignait l'industrie et le bâtiment et avec la volonté de se prendre en charge. L'enquête met en évidence qu'un grand nombre de femmes immigrées souhaitent devenir chefs d'entreprise mais que pour elles, la tâche se révélait souvent ardue. 
Une action pilote de formation à la création d'entreprise en s'appuyant sur des méthodes pédagogiques interculturelles et participatives favorisant la dynamique entrepreneuriale dans un groupe pluriculturel est lancée en 1990. Elle s’adresse à un public de femmes immigrées ou issues de l'immigration, en situation de précarité devant l'emploi, chômeuses de longue durée. Dans les années 2000, ces formations se sont également orientées vers les femmes souhaitant créer une activité en lien avec leur pays d’origine. IRFED Europe a pour président Benoit Willot.

## Regroupement dans l’association Développement et civilisations
La fusion du Centre Lebret et de l’IRFED international (qui avait déjà repris IRFED éducation et développement interculturel) a lieu en 2004. L’association se rebaptise « Centre International Développement et Civilisations - Lebret-Irfed ». 
Elle est présidée par Yves Berthelot et poursuit la publication de la revue Foi et développement, devenue en 2006 Développement et civilisations. L’association est dirigée par Sergio Regazzoni de 1994 à 2007.
Plusieurs centres se référant à L.-J. Lebret sont impliqués dans l'association qui dispose de relais sur chaque continent.

## Sources
- Développement et civilisation, numéro spécial, juin 1968.
- Lydie Garreau : Louis-Joseph Lebret, 1897-1966. Un homme traqué, Villeurbanne, Éditions Golias, 1997.
- Paul Houée : Louis Joseph Lebret. Un éveilleur d’humanité, Paris, Éditions de l’Atelier, 1997.
- François Malley : Le Père Lebret : L'économie au service des hommes, Paris, Cerf, 1968.
- Liliane Vaubourg : L'IRFED, recherche et action pour un développement plus humain, CNAM CESTE, 1997 (dactylographié).
- Les Archives nationales conservent les papiers de l'association sous la cote 150 AS[6].

### Les organismes issus de l’IRFED en activité en 2009
- Développement et civilisations Lebret – IRFED, Paris et Genève
- IRFED Europe, Paris
- Habitat, santé, développement (HSD), Montreuil-sous-Bois, Seine Saint-Denis, France
- Centre international pour l'éducation permanente et l'aménagement concerté (CIEPAC), Caltelnau-le-Lez, Hérault, France
- Bretagne Espérance Solidarité (BRES)
- Association Savoie Mont-Blanc Espérance Solidarité
- Méditerranée Afrique Solidarité (MAS), Mouans-Sartoux, Alpes Maritimes, France)

### Personnalités liées à l’IRFED
- Héron de Alencar
- Yves Berthelot
- Robert Buron
- Roland Colin
- Vincent Cosmao
- Raymond Delprat
- Louis-Joseph Lebret
- Sergio Regazzoni